# Indianapolis 500 2009
Indianapolis 500 2009 – 93. edycja wyścigu rozegranego na torze Indianapolis Motor Speedway 24 maja 2009 roku w ramach sezonu 2009 serii IRL IndyCar Series. Udział w nim wzięło 33 kierowców z 12 krajów.

## Ustawienie na starcie
Pierwsza jedenastka kierowców zakwalifikowała się do wyścigu 9 maja podczas tzw. Pole day. Pole position wywalczył Hélio Castroneves ze średnią prędkością czterech okrążeń 224.864 mph (362 km/h).
O kolejne miejsca startowe (od 12. do 22.) walczyli kierowcy 10 maja, natomiast rywalizacja o ostatnie jedenaście miejsc na starcie rozegrała się w dniach 16 maja–17 maja. 16 maja był trzecim dniem kwalifikacji w którym ustalono trzecią jedenastkę kierowców na starcie, natomiast 17 maja odbył się tzw. Bump day podczas którego kierowcy którzy się nie zakwalifikowali mogli zdobyć kwalifikację kosztem kierowców ze słabszym czasem dzień wcześniej. W ten sposób miejsce na starcie stracił Alex Tagliani, który jednak wystartował w drugim samochodzie zespołu zakwalifikowanym przez Bruno Junqueirę. Ze względu na zmianę kierowców samochód #36 musiał wystartować z końca stawki (Junqueira zakwalifikował go na 30. miejscu).
| Linia | Wewnątrz | Wewnątrz              | Na środku | Na środku           | Na zewnątrz | Na zewnątrz          |
| ----- | -------- | --------------------- | --------- | ------------------- | ----------- | -------------------- |
| 1     | 3        | Hélio Castroneves (W) | 6         | Ryan Briscoe        | 10          | Dario Franchitti (W) |
| 2     | 02       | Graham Rahal          | 9         | Scott Dixon (W)     | 11          | Tony Kanaan          |
| 3     | 5        | Mario Moraes          | 26        | Marco Andretti      | 12          | Will Power           |
| 4     | 7        | Danica Patrick        | 99        | Alex Lloyd          | 2           | Raphael Matos (R)    |
| 5     | 15       | Paul Tracy            | 14        | Vítor Meira         | 18          | Justin Wilson        |
| 6     | 27       | Hideki Mutō           | 20        | Ed Carpenter        | 4           | Dan Wheldon (W)      |
| 7     | 41       | A.J. Foyt IV          | 16        | Scott Sharp         | 67          | Sarah Fisher         |
| 8     | 44       | Davey Hamilton        | 06        | Robert Doornbos (R) | 8           | Townsend Bell        |
| 9     | 17       | Oriol Servià          | 19        | Tomas Scheckter     | 24          | Mike Conway (R)      |
| 10    | 43       | John Andretti         | 13        | E.J. Viso           | 23          | Milka Duno           |
| 11    | 00       | Nelson Philippe (R)   | 21        | Ryan Hunter-Reay    | 36          | Alex Tagliani (R)    |

- (W) = wygrał w przeszłości Indianapolis 500
- (R) = pierwszy start w Indianapolis 500

Nie zakwalifikowali się:

#34  Alex Tagliani (R)

#91  Buddy Lazier (W)

#98  Stanton Barrett (R)

## Wyścig
| P                                                                                   | Start | Nr | Kierowca            | Okrążeń | NP | Czas/Powód wycofania   | Zespół                                               | Punkty |
| ----------------------------------------------------------------------------------- | ----- | -- | ------------------- | ------- | -- | ---------------------- | ---------------------------------------------------- | ------ |
| 1                                                                                   | 1     | 3  | Hélio Castroneves   | 200     | 66 | 3:19:34.6427           | Penske Racing                                        | 50+1   |
| 2                                                                                   | 18    | 4  | Dan Wheldon         | 200     | 0  | +1.9819                | Panther Racing                                       | 40     |
| 3                                                                                   | 10    | 7  | Danica Patrick      | 200     | 0  | +2.3350                | Andretti Green Racing                                | 35     |
| 4                                                                                   | 24    | 8  | Townsend Bell       | 200     | 0  | +2.7043                | KV Racing Technology                                 | 32     |
| 5                                                                                   | 9     | 12 | Will Power          | 200     | 0  | +3.6216                | Penske Racing                                        | 30     |
| 6                                                                                   | 5     | 9  | Scott Dixon         | 200     | 73 | +4.2988                | Chip Ganassi Racing                                  | 28+2   |
| 7                                                                                   | 3     | 10 | Dario Franchitti    | 200     | 50 | +4.9159                | Chip Ganassi Racing                                  | 26     |
| 8                                                                                   | 17    | 20 | Ed Carpenter        | 200     | 0  | +5.5096                | Vision Racing                                        | 24     |
| 9                                                                                   | 13    | 15 | Paul Tracy          | 200     | 0  | +6.5180                | KV Racing Technology                                 | 22     |
| 10                                                                                  | 16    | 27 | Hideki Mutō         | 200     | 0  | +7.3312                | Andretti Green Racing                                | 20     |
| 11                                                                                  | 33    | 36 | Alex Tagliani (R)   | 200     | 0  | +10.5351               | Conquest Racing                                      | 19     |
| 12                                                                                  | 26    | 19 | Tomas Scheckter     | 200     | 0  | +10.9874               | Dale Coyne Racing                                    | 18     |
| 13                                                                                  | 11    | 99 | Alex Lloyd          | 200     | 0  | +11.1944               | Sam Schmidt Motorsports i Chip Ganassi Racing        | 17     |
| 14                                                                                  | 20    | 16 | Scott Sharp         | 200     | 0  | +11.4259               | Panther Racing                                       | 16     |
| 15                                                                                  | 2     | 6  | Ryan Briscoe        | 200     | 11 | +12.6695               | Penske Racing                                        | 15     |
| 16                                                                                  | 19    | 41 | A.J. Foyt IV        | 200     | 0  | +15.4867               | Foyt-Greer Racing                                    | 14     |
| 17                                                                                  | 21    | 67 | Sarah Fisher        | 200     | 0  | +15.9774               | Sarah Fisher Racing                                  | 13     |
| 18                                                                                  | 27    | 24 | Mike Conway (R)     | 200     | 0  | +16.3488               | Dreyer & Reinbold Racing                             | 12     |
| 19                                                                                  | 28    | 43 | John Andretti       | 200     | 0  | +18.0868               | Dreyer & Reinbold Racing i Richard Petty Motorsports | 12     |
| 20                                                                                  | 30    | 23 | Milka Duno          | 199     | 0  | +1 okrążenie           | Dreyer & Reinbold Racing                             | 12     |
| 21                                                                                  | 14    | 14 | Vítor Meira         | 173     | 0  | Wypadek                | A.J. Foyt Enterprises                                | 12     |
| 22                                                                                  | 12    | 2  | Raphael Matos (R)   | 173     | 0  | Wypadek                | Luczo-Dragon Racing                                  | 12     |
| 23                                                                                  | 15    | 18 | Justin Wilson       | 160     | 0  | Wypadek                | Dale Coyne Racing                                    | 12     |
| 24                                                                                  | 29    | 13 | E.J. Viso           | 139     | 0  | Układ kierowniczy      | HVM Racing                                           | 12     |
| 25                                                                                  | 31    | 00 | Nelson Philippe (R) | 130     | 0  | Uszkodzenia po wypadku | HVM Racing                                           | 10     |
| 26                                                                                  | 25    | 17 | Oriol Servià        | 98      | 0  | Pompa paliwa           | Rahal Letterman Racing                               | 10     |
| 27                                                                                  | 6     | 11 | Tony Kanaan         | 97      | 0  | Wypadek                | Andretti Green Racing                                | 10     |
| 28                                                                                  | 23    | 06 | Robert Doornbos (R) | 85      | 0  | Uszkodzenia po wypadku | Newman/Haas/Lanigan Racing                           | 10     |
| 29                                                                                  | 22    | 44 | Davey Hamilton      | 79      | 0  | Wypadek                | Dreyer & Reinbold Racing i Kingdom Racing            | 10     |
| 30                                                                                  | 8     | 26 | Marco Andretti      | 56      | 0  | Uszkodzenia po wypadku | Andretti Green Racing                                | 10     |
| 31                                                                                  | 4     | 02 | Graham Rahal        | 55      | 0  | Wypadek                | Newman/Haas/Lanigan Racing                           | 10     |
| 32                                                                                  | 32    | 21 | Ryan Hunter-Reay    | 19      | 0  | Wypadek                | Vision Racing                                        | 10     |
| 33                                                                                  | 7     | 5  | Mario Moraes        | 0       | 0  | Wypadek                | KV Racing Technology                                 | 10     |
| P                                                                                   | Start | Nr | Kierowca            | Okrążeń | NP | Czas/Powód wycofania   | Zespół                                               | Punkty |
| Zmiany na prowadzeniu: 6 pomiędzy 4 kierowcami                                      |       |    |                     |         |    |                        |                                                      |        |
| Neutralizacje: 8 (61 okrążeń)                                                       |       |    |                     |         |    |                        |                                                      |        |
| Wszystkie samochody w konfiguracji: nadwozie Dallara, silnik Honda, opony Firestone |       |    |                     |         |    |                        |                                                      |        |
| *NP – liczba okrążeń na prowadzeniu                                                 |       |    |                     |         |    |                        |                                                      |        |